# بيرو نينو

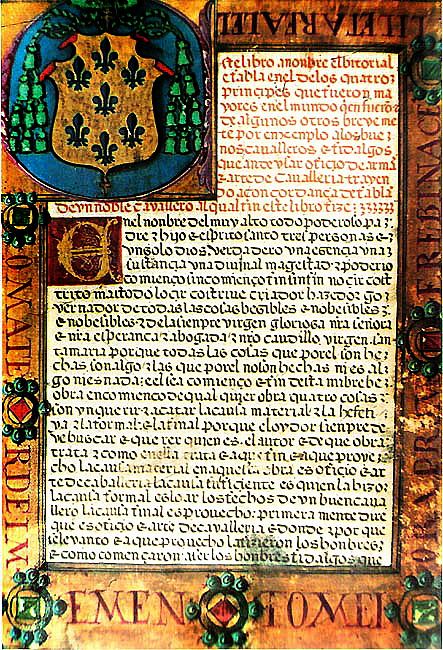
غلاف كتاب النصر

بيرو نينو (بالإسبانية: Pero Niño)‏ (1378-1453) كان قرصاناً قشتالياً في خدمة هنري الثالث نشط في منطقة البحر الأبيض المتوسط والمحيط الأطلسي خلال العقد الأول من القرن الخامس عشر، خدم فيما بعد خوان الثاني.

## السيرة
ولد عام 1378. بعد القتال في حصار خيخون 1394، شارك في الحرب القشتالية البرتغالية بين 1396 و 1399. قاد حملة بحرية متوسطية في 1404-1405، ووصل إلى مهاجمة تونس. لاحقاً في 1405-1406 قاد حملة أطلسية، مداهمة المستوطنات الإنجليزية بالقرب من بوردو، جيرزي، وميناء بول. شارك في حملة عسكرية ضد مملكة غرناطة الناصرية، قاتل من أجل ولي عهد قشتالة فرديناند، شقيق هنري الثالث ، في روندا وسيتينيل.
توفي في 17 يناير 1453.
النصر (بالإسبانية: El Victorial)‏ سيرة ذاتية عن بيرو نينو، كتبها جوتيير دياز دي غاميز حوالي 1435-1448.

## المكتبية
- Beltrán, Rafael (2013). "El caballero en el mar: don Pero Niño, conde de Buelna, entre el Mediterráneo y el Atlántico". Erebea (بالإسبانية). Huelva: Universidad de Huelva. Servicio de Publicaciones (3). ISSN:0214-0691. Archived from the original on 2020-04-11.* Ferrer i Mallol, María Teresa (1968). (1968 %5b1970%5d), pp. 265-338.pdf "Els corsaris castellans i la campanya de Pero Niño al Mediterrani. Documents sobre "El Victorial"" (PDF). Anuario de estudios medievales (بالكتالونية). Madrid: المجلس الأعلى للبحوث العلمية (إسبانيا). 5: 265. ISSN:1988-4230. Archived from the original (PDF) on 2017-08-16. {{استشهاد بدورية محكمة}}: تحقق من قيمة |مسار أرشيف= (help)
- Rábade Obradó, María del Pilar (2016). "Justas, fiestas y protagonismos: Alegrías y placeres en El Victorial de Gutierre Díaz de Games" (PDF). Espacio, tiempo y forma. Serie III, Historia medieval (بالإسبانية). الجامعة الوطنية للتعليم عن بعد. 29: 675–698. ISSN:0214-9745. Archived from the original (PDF) on 2020-04-12.